# دبرا برربیچز
دبرا برربیچز فیزیک‌دان، دانشمند داده، مجری تلویزیون، مربی و کارآفرین مکزیکی است که حرفه خود را وقف ترویج آموزش در حوزه‌های علم، فناوری، مهندسی و ریاضیات (STEM) کرده است. او نخستین زن مکزیکی بود که با مدرک دکترای فیزیک از دانشگاه استنفورد فارغ‌التحصیل شد. او مدل‌هایی برای انتقال امواج سلولی توسعه داده که در فرایند ثبت اختراع هستند. او که گاهی با لقب «بانوی علم» شناخته می‌شود، در برنامه‌های تلویزیونی و رادیویی عمومی حضور می‌یابد و مفاهیم فیزیک را در زندگی روزمره توضیح می‌دهد.

## تحصیلات
بر اساس گفته‌های برربیچز، او دختری کنجکاو بود که در ریاضی و علوم عملکرد خوبی داشت و رؤیای فضانورد شدن را در سر می‌پروراند. او که در یک جامعه محافظه‌کار رشد کرد، از دنبال کردن حرفه‌ای در علم دلسرد شده بود. با اینکه بیشتر به فیزیک علاقه داشت، تحصیل در رشته فلسفه را آغاز کرد و دو سال نخست دانشگاه را در مکزیکو سیتی گذراند، در حالی که به‌صورت مخفیانه برای دانشگاه‌های ایالات متحده درخواست می‌فرستاد. او یهودی است.
پس از قبولی در یک آزمون پیشرفته، او بورسیه وین را در دانشگاه براندایس در ماساچوست دریافت کرد، جایی که ابتدا به تحصیل فلسفه ادامه داد. در آنجا، اولین دوره علمی خود را در زمینه نجوم گذراند و در سال آخر تحصیلش تصمیم گرفت فیزیک را امتحان کند. تحت تأثیر تغییر رشته ادوارد ویتن از تاریخ به فیزیک، او اجازه یافت از فلسفه به فیزیک تغییر رشته دهد و پس از گذراندن آزمونی در حساب برداری، دو سال نخست دوره فیزیک را بگذراند. او سرانجام، در مدت دو سال، دوره چهارساله فیزیک را به پایان رساند و با بالاترین افتخارات در فیزیک و فلسفه از براندایس فارغ‌التحصیل شد.
پس از براندایس، او به مکزیک بازگشت و کارشناسی ارشد فیزیک را تکمیل کرد. سپس با دریافت بورسیه کامل تحصیلی از دولت مکزیک، مدرک دکتری فیزیک را از استنفورد در سال ۲۰۰۴ دریافت کرد. در دوران تحصیل در استنفورد، از سال ۱۹۹۸ با استیون چو همکاری کرد و با یکی دیگر از دانشجویان زن، «انجمن پیشرفت زنان در فیزیک» را بنیان گذاشت.

## حرفه

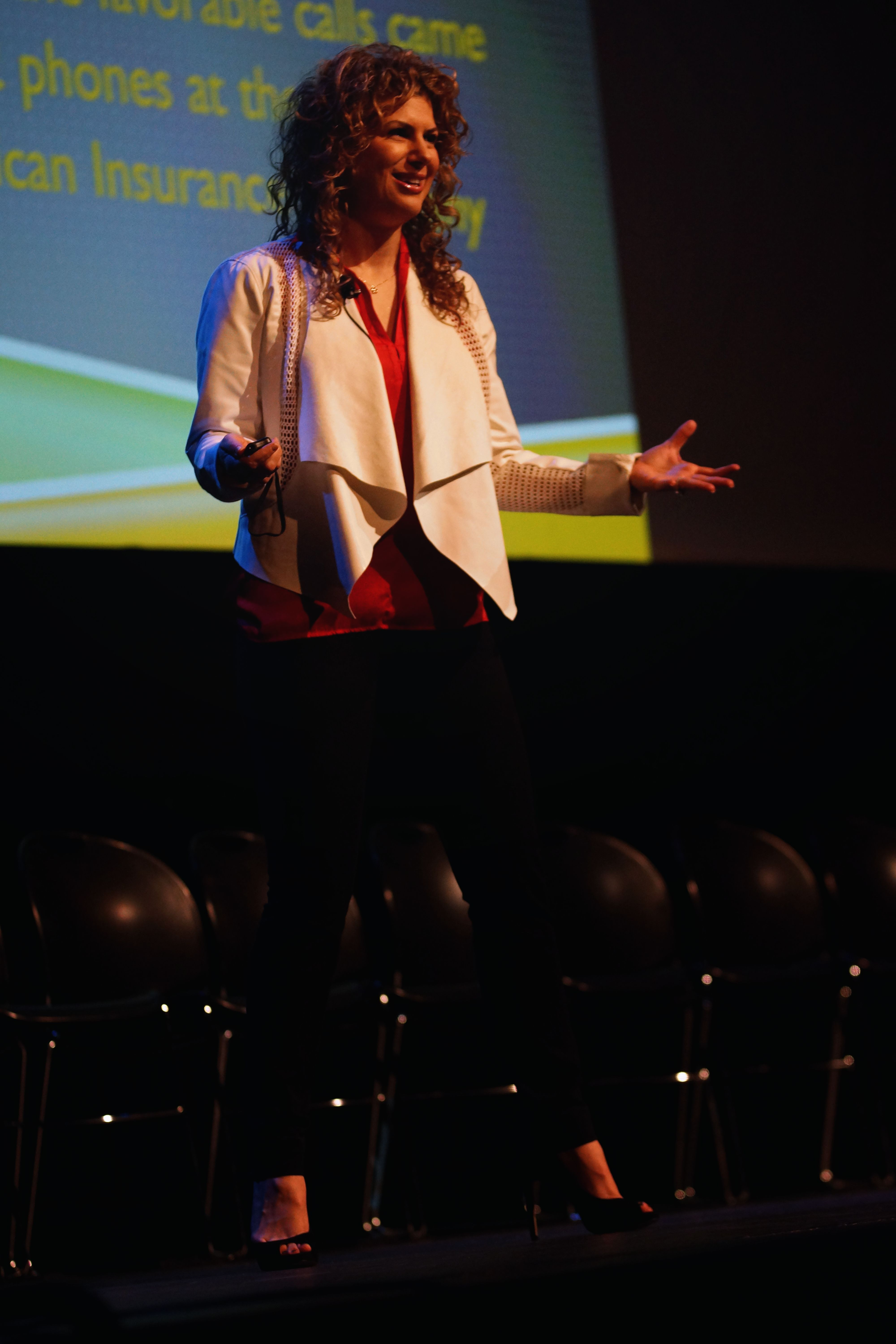
برربیچز در کنفرانس علم و شک‌گرایی شمال‌شرق (NECSS) در ۱۲ آوریل ۲۰۱۵

پس از تکمیل دکتری، برربیچز به‌عنوان پژوهشگر پسادکتری ابتدا در دانشگاه کلمبیا و سپس در دانشگاه نیویورک فعالیت داشت. او مقالات علمی متعددی دربارهٔ طراحی ساختاری سیستم‌های نوری، مکانیکی و الکتریکی منتشر کرده است. او عضو انجمن فیزیک آمریکا است.
برربیچز دانشمند ارشد داده در متیس، یک مرکز آموزشی برجسته در علم داده، است و بر توسعه فرصت‌های آموزشی در این زمینه نظارت دارد. او در کنفرانس‌های علمی و برنامه‌های تلویزیونی همچون سی‌ان‌ان و نوا (برنامه تلویزیونی) حضور یافته است. پیش‌تر، او در وال استریت به‌عنوان تحلیل‌گر ریسک در ام‌اس‌سی‌آی و نایب‌رئیس تحلیل ریسک در مورگان استنلی فعالیت داشت.
از سال ۲۰۱۲، برربیچز در برنامه تلویزیونی اعمال علمی شگفت‌انگیز در کانال علمی حضور دارد. او همچنین در برنامه غیرممکن انسانی از نشنال جئوگرافیک در سال ۲۰۱۱ شرکت داشت. در پروژه ویدئویی «بانوی علم»، او پدیده‌های علمی روزمره را با زبانی ساده توضیح می‌دهد، از جمله «فیزیک کفش پاشنه‌بلند». او عضو انجمن سیاست خارجی، برنده جایزه انجمن مهندسان حرفه‌ای اسپانیایی‌تبار (SHPE) و یکی از بهترین وبلاگ‌نویسان فناوری لاتین توسط لاتین‌تبارها در نوآوری فناوری و رسانه‌های اجتماعی شناخته شده است. طی ۱۰ سال گذشته، برربیچز سخنران مکرر در کنفرانس‌های شک‌گرایی از جمله کنفرانس شمال‌شرقی علم و شک‌گرایی و نشست شگفت‌انگیز بوده است.

## فعالیت‌های داوطلبانه
در سال ۲۰۱۳، برربیچز سفیر جهانی چالش تکنوویشن بود. این رقابت آموزشی بین‌المللی که توسط سازمان غیرانتفاعی فناوری Iridescent حمایت می‌شود، برنامه‌نویسی اپلیکیشن‌های علمی برای تلفن همراه را در میان دختران و زنان جوان سراسر جهان ترویج می‌دهد. این برنامه شامل ایجاد یک مدل کسب‌وکار برای اپلیکیشن جدید و آموزش نحوه ارائهٔ آن به سرمایه‌گذاران است.
برربیچز بیان کرده است که مأموریت او کمک به ورود زنان و اقلیت‌ها به حوزه‌های علم، فناوری، مهندسی و ریاضیات است.

## زندگی شخصی
برربیچز با یک فیزیکدان به نام نیر اشرای ازدواج کرده است. آن‌ها یک دختر دارند.